# Операция «Вундерланд» (фильм)
«Операция „Вундерланд“» — советский фильм 1989 года режиссёра Отара Коберидзе.

## Сюжет
В основе сюжета — реальные события 1942 года, когда ледокольный пароход «Александр Сибиряков» встретил в Карском море немецкий тяжёлый крейсер «Адмирал Шеер» (названия кораблей в фильме изменены). Ледокол погиб в неравном бою, однако успел передать сообщение о появлении вражеского крейсера, что послужило одной из причин провала операции «Вундерланд».

## В ролях
- Георгий Бурджанадзе — капитан ледокола — прототип А. А. Качарава
- Рудольф Челищев — Фёдор, старпом
- Павел Ремезов — замполит — прототип З. А. Эллимелах
- Валерий Кравченко — Варгин, лейтенант-артиллерист
- Виктор Павлов — стармех — прототип Николай Григорьевич Бочурко[источник не указан 1209 дней]
- Татьяна Говорова[источник не указан 1209 дней] — Тася, жена стармеха, кок
- Андрей Тибилов — боцман
- Андрей Афонько — Юра, юнга
- Татьяна Гончарова[источник не указан 1209 дней] — мать юнги
- Альберт Филозов — Конрад Бюхнер, командир немецкого крейсера — прототип В. Меендсен-Болькен
- Александр Кавалеров — Грабовский, адъютант Бюхнера
- Отар Коберидзе — слуга Бюхнера
- Бадри Кобахидзе[источник не указан 1209 дней] — Редер, командующий германским флотом
- Андрей Щепочкин[источник не указан 1209 дней] — Зикс, командир немецкой подводной лодки
- С. Трефилов — Ахенбах
- Русудан Кикнадзе — переводчица[источник не указан 1209 дней]
- Нато Цулая[источник не указан 1209 дней] — Лотта, баронесса
- Ия Нинидзе — танцовщица
- Гено Цулая — комик
- Вячеслав Цой — Мидзуки
- Валерий Полетаев — полярник
- Владимир Орлов — радист полярной станции[источник не указан 1209 дней]
- Геннадий Нилов — Сергей, начальник разведки
- Александр Сластин — морской офицер[источник не указан 1209 дней]
- Игорь Добряков — командующий Северным флотом — прототип А. Г. Головко
- Гиви Тохадзе — уполномоченный ГКО[источник не указан 1209 дней]